# تاراوا (جزیره)
تاراوا (جزیره) (به لاتین: Tarawa) پایتخت کیریباتی، یک جزیره در کیریباتی است که در اقیانوس آرام واقع شده‌است.

## خصوصیات
تاراوا پایتخت کیریباتی است و ۳ متر بالاتر از سطح دریا واقع شده‌است.